# Eurocité
Ne doit pas être confondu avec Eurocities.
Une eurocité (parfois appelé agglomération transfrontalière) est un échelon de gouvernance des territoires au sein de l'Union européenne et peut être composée d'une ou de plusieurs agglomérations situées de part et d'autre d'une frontière commune entre deux états européens (pas forcément membres comme c'est le cas avec Monaco et la Suisse). Elles structurent le développement entre les villes européennes.

## Liste des eurocités
- Entre l'Espagne et le Portugal
  - Badajoz - Elvas
  - Chaves - Verin
  - Valença  - Tui
- Entre l’Espagne et la France
  - Eurocité basque
- Entre la France et l'Italie (avec Monaco)
  - Riviera franco-italo-monégasque
- Entre la France et la Suisse 
  - Grand Genève
  - Agglomération urbaine du Doubs
- Entre la Suisse et l'Italie 
  - Chiasso-Como
- Entre la France, l'Allemagne et la Suisse
  - Eurodistrict trinational de Bâle
- Entre la France et l'Allemagne
  - Eurodistrict Strasbourg - Ortenau
  - Eurodistrict SaarMoselle
- Entre la France et le Luxembourg
  - Alzette - Belval
- Entre la France, la Belgique et le Luxembourg
  - Pôle européen de développement de Longwy
- Entre la France et la Belgique
  - Eurométropole Lille-Kortrijk-Tournai
  - Dunkerque-Flandre occidentale-Côte d'Opale
- Entre le Royaume-uni et l'Irlande
  - Newry-Dundalk
- Entre la Belgique et les Pays-Bas
  - Baerle
- Entre les Pays-Bas et l’Allemagne
  - Kerkrade-Herzogenrath ou Eurode
  - Enschede-Gronau
- Entre l'Allemagne et la Suisse
  - Konstanz-Kreuzlingen
- Entre l’Italie et la Slovénie 
  - Gorizia-Nova Gorica
- Entre le Danemark et la Suède 
  - Copenhague-Malmö
- Entre l'Allemagne et la Pologne 
  - Szczecin
  - Francfort sur l'Oder-Słubice
  - Guben-Gubin
  - Görlitz-Zgorzelec
- Entre la Pologne et la République tchèque 
  - Cieszyn-Český Těšín
- Entre la Slovaquie et la Hongrie 
  - Komárno-Komárom
  - Štúrovo-Esztergom
- Entre la Roumanie et la Hongrie 
  - Oradea-Debrecen
- Entre la Roumanie et la Bulgarie 
  - Calafat-Vidin
  - Giurgiu-Ruse
- Entre la Suède et la Finlande 
  - Haparanda-Tornio
- Entre la Finlande et la Russie 
  - Imatra-Svetogorsk
- Entre l'Estonie et la Russie 
  - Narva-Ivangorod
- Entre la Lettonie et l'Estonie 
  - Valga-Valka

## Sources

## Compléments